# Pottova nemoc
Pottova nemoc (latinsky: morbus Potti), pojmenovaná podle anglického chirurga Percivalla Potta, je chronická epidurální tuberkulózní infekce se zánětem obratlů (spondylitis obratlových těl), obvykle v dolní hrudní páteři. Patří mezi nejčastější formu kostní tuberkulózy (mezi další patří například tuberkulózní artritida, která je obvykle monoartikulární). 
Mezi charakteristiky Pottovy nemoci patří:
- šíří se z disku na přední část obratlových těl (spondylodiscitis tuberculosa)
- při zborcení 2 sousedních obratlů se vytvoří blok či zatuhnutí a může dojít k míšní kompresi
- až v polovině případů se vyskytne paralýza dolních končetin
- magnetická rezonance někdy prokáže studený absces uložený paravertebrálně
- nemoc tedy shrnují 3 základní příznaky: plegie, kyfóza a absces